# Stargirl (romanzo)
Stargirl è un romanzo di Jerry Spinelli pubblicato nel 2000 e in Italia nel 2001. Il romanzo, assieme al suo sequel Per sempre Stargirl, forma una dilogia, definita anche Stargirl Series.

## Trama
Susan è una ragazza molto particolare, porta con sé un topo e un ukulele, va ai funerali altrui, canta ai suoi compagni di scuola tanti auguri e si fa chiamare Stargirl Caraway. Arrivata a Mica, una minuscola città dell'Arizona, il suo modo di vestire e di comportarsi sconvolge la vita dei suoi abitanti, specialmente quella degli alunni della high school locale, che la crederanno una esibizionista o qualche pazzoide mandata a “stimolare gli animi” dalla presidenza, ma stupisce in particolare di uno di loro, Leo Borlock, che la rimpiangerà per tutta la vita.
Il suo comportamento sempre gentile non è accettato perché troppo in contrasto con la rivalità fra scuole della comunità: viene infatti considerata egocentrica, impicciona, arrogante, e anche traditrice per il suo rifiuto di tifare contro gli avversari della squadra di basket della scuola. Stargirl si trova così a venire esclusa, senza però dare peso alla cosa dato che per lei hanno più valore i sentimenti delle persone per lei più importanti: la sua famiglia, un paleontologo in pensione, la sua unica amica e Leo Borlock, il ragazzo di cui si è innamorata rendendolo pubblico a tutta la scuola attraverso manifesti. Sarà proprio Leo, combattuto tra l'amore per Stargirl e la paura di essere escluso a sua volta dal "gruppo", a chiedere a Stargirl di adeguarsi agli altri. Stargirl lo accontenta riprendendo il suo nome di battesimo, Susan, vestendosi come tutte le altre e andando contro la sua natura, ma ormai l'ostilità nei suoi confronti è troppo forte. Alla fine, Stargirl decide di tornare a essere se stessa e dopo un sorriso dolce e comprensivo a Leo e una comparsa strabiliante al ballo di fine anno, se ne va, lasciando una traccia indelebile nell'animo di tutti.

## Personaggi
- Susan "Stargirl" Caraway: la faccia nuova alla Mica Area High School. Si innamora di Leo Borlock. Porta il concetto di individualità alla MAHS; è molto eccentrica.
- Leo Borlock: studente del liceo di Mica. Nota Stargirl e se ne innamora, fidanzandosi. Alto con i capelli castani e occhi azzurri.

- Archie Brubaker: un professore di archeologia in pensione la cui casa, piena di reperti ed ossa, è aperta agli studenti ogni sabato. Dà consigli a tutti i ragazzi di Mica, e incita Leo a conoscere meglio Stargirl, tanto che lui se ne innamorerà.
- Dori Dilson: l'unica amica di Stargirl Caraway. All'inizio è molto timida, ma Stargirl l'aiuta ad aprirsi agli altri.
- Cannella: un topino, amato compagno di Stargirl.
- Hillari Kimble: l'ape regina della scuola, nemica di Stargirl.
- Wayne Parr: un ragazzo scialbo ma popolare. È il fidanzato di Hillari Kimble.
- Kevin Quinlan: il migliore amico di Leo Borlock e presentatore di "Sedia Rovente", il talk show della scuola.
- Señor Saguaro: il cactus grande che cresce nel giardino di Archie, al quale egli si rivolge spesso per chiedere un po' di aiuto
- Mallory Stillwell: il capitano della squadra delle cheerleader alla MAHS. Invita Stargirl a entrare in squadra.
- Peter Sinkowitz: un ragazzino del quale Stargirl vuole scrivere la biografia, osservandolo sempre, aiutata dal fatto che è il suo vicino.

## Opere derivate
Nel 2020 è stato realizzato il film omonimo diretto da Julia Hart, interpretato da Grace VanderWaal (Susan "Stargirl" Caraway) e Graham Verchere (Leo Borlock).

## Edizioni in italiano
- Jerry Spinelli, Stargirl, traduzione di Angela Ragusa, Milano: Mondadori, 2001
- Jerry Spinelli, Stargirl, traduzione di Angela Ragusa, Milano: Oscar Mondadori, 2003
- Jerry Spinelli, Stargirl, a cura di Monica Floreale; traduzione di Angela Ragusa, Milano: Einaudi scuola, 2009
- Jerry Spinelli, Stargirl, legge: Elisa Amicucci, Feltre: Centro Internazionale del Libro Parlato, 2010
- Jerry Spinelli, Stargirl, traduzione di Angela Ragusa, Milano: Fabbri Centauria, 2014